# Harold Lister Woodhouse
Harold Lister Woodhouse, britanski general, * 1887, † 1960.